# 谢拉尔莱韦克
谢拉尔莱韦克（法語：Cheylard-l'Évêque，法語發音：[ʃelaʁ levɛk]）是法国洛泽尔省的一个市镇，属于芒德区。

## 地理
谢拉尔莱韦克（44°38'52"N, 3°48'10"E）面积29.64 平方千米，位于法国奧克西塔尼大區洛泽尔省，该省份为法国南部内陆省份，北起上盧瓦爾省和康塔爾省，西接阿韦龙省，南至加尔省，东临阿尔代什省。
与谢拉尔莱韦克接壤的市镇（或旧市镇、城区）包括：罗克勒、圣弗卢尔德梅夸尔、吕克、圣弗雷扎勒-达尔比日、绍代拉克、蒙洛泽尔埃古莱。

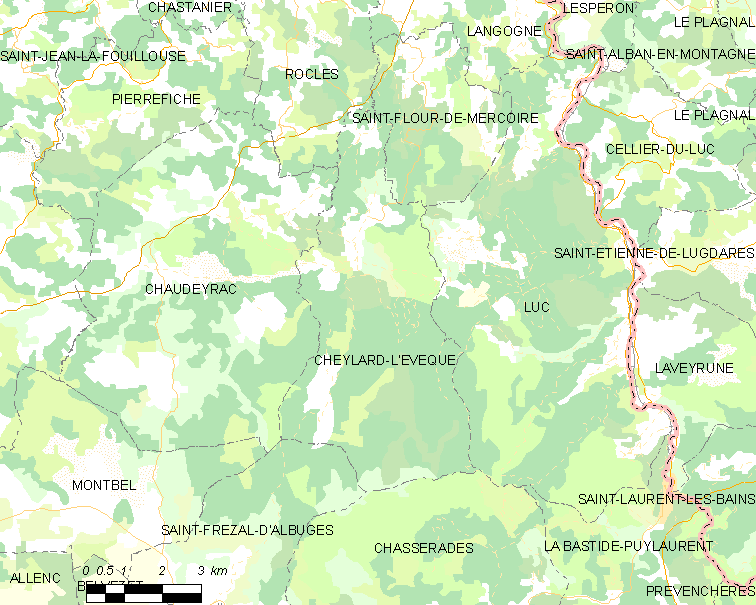
谢拉尔莱韦克的OSM定位图

谢拉尔莱韦克的时区为UTC+01:00、UTC+02:00（夏令时）。

## 行政
谢拉尔莱韦克的邮政编码为48300，INSEE市镇编码为48048。

## 政治
谢拉尔莱韦克所属的省级选区为朗戈涅县。

## 人口

1962-2008年间谢拉尔莱韦克人口变化图示

谢拉尔莱韦克于2022年1月1日时的人口数量为64人。